# RMS Scotia
Pour les articles homonymes, voir Scotia (homonymie).
Le RMS Scotia est un paquebot transatlantique lancé en 1862, qui opérait pour la Cunard Line. Il remporte le Ruban bleu en 1863 en réalisant la plus rapide traversée d'est en ouest en 8 jours et 3 heures. Il est le dernier paquebot à utiliser des roues à aubes, et le second plus rapide navire de la Cunard jusqu'en 1874.
Retiré du service en 1876, le Scotia est transformé en navire câblier en 1879. Il remplit cette fonction jusqu'à son naufrage à Guam en 1904.